# Sciaenochromis
Sciaenochromis is een geslacht van straalvinnige vissen uit de familie van de cichliden (Cichlidae).

## Soorten
- Sciaenochromis ahli (Trewavas, 1935)
- Sciaenochromis benthicola Konings, 1993
- Sciaenochromis fryeri Konings, 1993
- Sciaenochromis psammophilus Konings, 1993